# 大安寺 (南昌)
大安寺，江西省南昌市的一處古寺，也是江南第一間佛寺。东汉建宁三年即公元170年，安世高為紀念安息國而建。
大安寺今已不存.

## 建寺緣起
記載中，安世高遇見一條蛇匍匐在地上流眼淚。安世高勸他把其財物全部獻出，然後安世高將這些錢帶至南昌，建立江南第一個佛寺。

## 禪師法脈
唐朝僧人黃檗希運禪師，幼年出家高安黃檗山，後師百丈山懷海禪師，得其法，後居住於南昌大安寺，聚眾數千，宰相裴休都是他的弟子。